# شاين كليبورن
شاين كليبورن (بالإنجليزية: Shane Claiborne)‏ هو مؤلف وكاتب أمريكي، ولد في 11 يوليو 1975 في East Tennessee ‏ في الولايات المتحدة.

## وصلات خارجية
- شاين كليبورن على موقع IMDb (الإنجليزية)
- شاين كليبورن على موقع ديسكوغز (الإنجليزية)
- شاين كليبورن على موقع قاعدة بيانات الفيلم (الإنجليزية)